# Maradona, la mano de D10s
Maradona, la mano di Dio (en español: Maradona, la mano de D10s) es una película biográfica italo-argentina de 2007. Dirigida por Marco Risi, relata la vida del futbolista argentino Diego Maradona.

## Elenco
- Marco Leonardi como Diego Maradona
- Julieta Díaz como Claudia Villafañe
- Emiliano Kaczka como Jorge Cyterszpiller
- Juan Leyrado como Guillermo Coppola
- Abel Ayala como Diego Maradona (adolescente)
- Eliana González como Claudia Maradona (adolescente)
- Fernando González Sousa como Jorge Cyterszpiller (adolescente)
- Lucas Escariz como Gastón Salazar
- Luis Sabatini como Camillero en Punta del Este
- María Gabriela Caruso como Ana Maradona
- Melina López como Dalma Maradona
- Roly Serrano como Diego "Chitoro" Maradona (Don Diego)
- Luis Machín
- Rafael Ferro
- Pablo Razuk
- Norma Argentina como Dalma Salvadora Franco (Doña Tota)
- Alejandro Polledo